# Mental Age
「Mental Age」（メンタル エイジ）は、knotlampの1枚目の自主制作盤マキシシングルである。

## 解説
今作はknotlampとしては初のCD発売となった。

## 収録内容
CD
1. Mental Age
2. soul bullet